# Chlorophytum psammophilum
Chlorophytum psammophilum är en sparrisväxtart som beskrevs av Adolf Engler och Ernest Friedrich Gilg. Chlorophytum psammophilum ingår i släktet ampelliljor, och familjen sparrisväxter. Inga underarter finns listade i Catalogue of Life.